# 彩云镇 (师宗县)
彩云镇，是中华人民共和国云南省曲靖市师宗县下辖的一个镇。
2014年3月3日，云南省人民政府批复同意将彩云镇法块村调整归漾月街道管辖。

## 行政区划
彩云镇下辖以下地区：
槟榔村、足法村、石洞村、额则村、务龙村、长街村、红土村和路撒村。